# Vận tải

Các đường vận tải chính

Vận tải là sự di chuyển hay chuyển động của người, động vật và hàng hóa từ nơi này đến nơi khác, nhằm thực hiện một mục đích nhất định. Phương thức vận chuyển bao gồm hàng không, đường sắt, đường bộ, đường thủy, bằng cáp, đường ống và trong vũ trụ. Các lĩnh vực có thể được chia thành cơ sở hạ tầng, phương tiện và hoạt động.  Giao thông vận tải cho phép giao thương giữa người với người, vốn là điều cần thiết cho sự phát triển của các nền văn minh.
Cơ sở hạ tầng giao thông bao gồm các cài đặt cố định, bao gồm đường bộ, đường sắt, đường hàng không, đường thủy, kênh và đường ống và nhà ga như sân bay, nhà ga, trạm xe buýt, nhà kho, bến xe tải, kho tiếp nhiên liệu (bao gồm bến cảng nhiên liệu và trạm nhiên liệu) và cảng biển. Thiết bị đầu cuối có thể được sử dụng cả để trao đổi hành khách và hàng hóa và bảo trì.
Các phương tiện đi lại trên các mạng này có thể bao gồm ô tô, xe đạp, xe buýt, xe lửa, xe tải, máy bay trực thăng, thủy phi cơ, tàu vũ trụ và máy bay.
Hoạt động xử lý cách các phương tiện được vận hành, và các thủ tục được đặt ra cho mục đích này, bao gồm tài chính, pháp lý và chính sách. Trong ngành vận tải, hoạt động và quyền sở hữu cơ sở hạ tầng có thể là công cộng hoặc tư nhân, tùy thuộc vào quốc gia và chế độ.
Vận tải hành khách có thể là công cộng, nơi các nhà khai thác cung cấp dịch vụ theo lịch trình, hoặc tư nhân. Vận tải hàng hóa đã trở nên tập trung vào container, mặc dù vận tải số lượng lớn được sử dụng cho khối lượng lớn các mặt hàng bền. Giao thông vận tải đóng một phần quan trọng trong tăng trưởng kinh tế và toàn cầu hóa, nhưng hầu hết các loại gây ô nhiễm không khí và sử dụng một lượng lớn đất đai. Trong khi nó được chính phủ trợ cấp rất nhiều, việc lập kế hoạch giao thông tốt là điều cần thiết để điều khiển lưu lượng giao thông và hạn chế tắc đường trong đô thị.

## Lịch sử

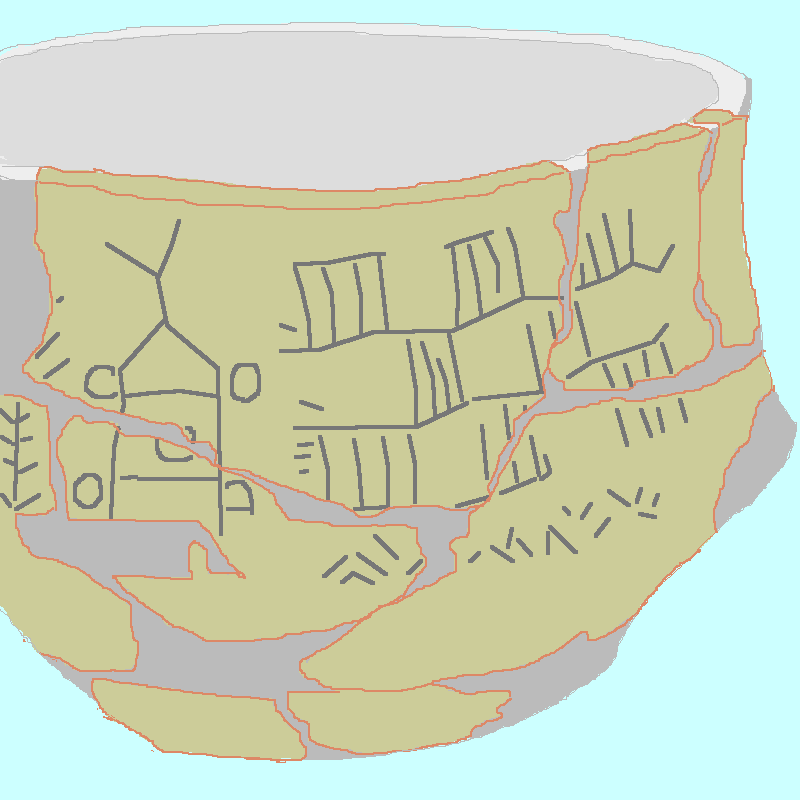
Nồi bronocice với hình ảnh được biết đến sớm nhất của một chiếc xe có bánh xe trên thế giới, được tìm thấy ở Ba Lan

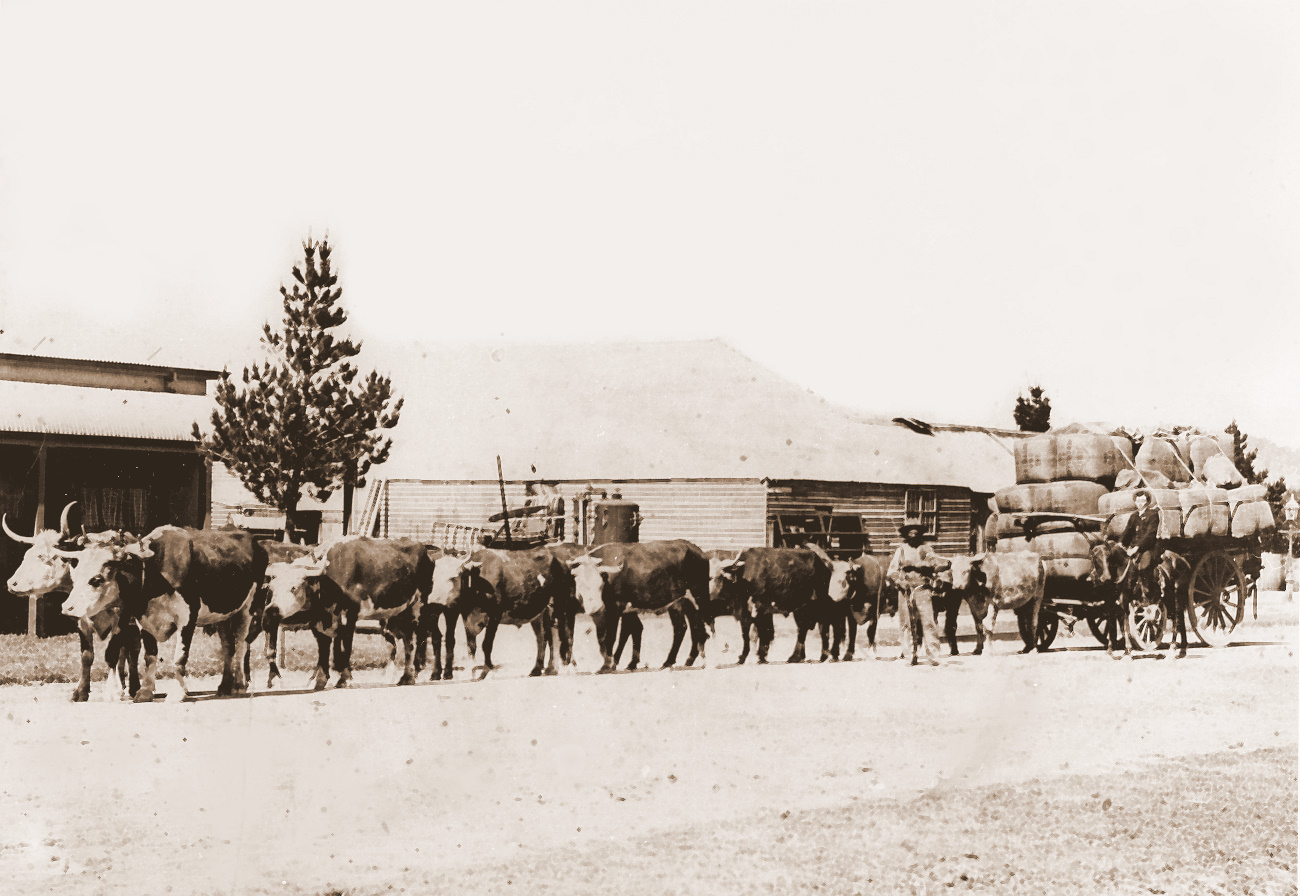
Một đội xe bò kéo len ở Úc

Phương tiện giao thông đầu tiên của con người liên quan đến đi bộ, chạy và bơi. Việc thuần hóa động vật đã giới thiệu một cách mới để đặt gánh nặng vận chuyển lên những sinh vật mạnh hơn, cho phép vận chuyển những vật nặng hơn hoặc con người cưỡi động vật với tốc độ và thời gian lớn hơn. Các phát minh như bánh xe và xe trượt tuyết đã giúp vận chuyển động vật hiệu quả hơn thông qua việc giới thiệu các phương tiện. Vận tải đường thủy, bao gồm cả tàu thuyền và thuyền buồm, có từ thời xa xưa, và là cách hiệu quả duy nhất để vận chuyển số lượng lớn hoặc trên khoảng cách lớn trước Cách mạng Công nghiệp.
Các hình thức vận tải đường bộ đầu tiên liên quan đến động vật, chẳng hạn như ngựa (được thuần hóa vào thiên niên kỷ thứ 4 hoặc thứ 3 TCN), bò (từ khoảng 8000 TCN)  hoặc con người chở hàng hóa qua đường đất thường đi theo những con đường mòn khi đi săn. Nhiều nền văn minh sơ khai, bao gồm cả những người ở Lưỡng Hà và lưu vực sông Ấn, đã xây dựng những con đường trải nhựa. Trong thời cổ đại, các đế chế Ba Tư và La Mã đã xây dựng những con đường lát đá để cho phép quân đội di chuyển nhanh chóng. Nền đường sâu của đá nghiền bên dưới giữ cho những con đường như vậy khô ráo. Caliphate thời trung cổ sau đó đã xây dựng những con đường trải nhựa. Thủy phi cơ đầu tiên là những chiếc ca nô được cắt ra từ thân cây. Vận chuyển đường thủy sớm đã được thực hiện với các tàu được chèo hoặc sử dụng gió để đẩy hoặc kết hợp cả hai. Tầm quan trọng của nước đã dẫn đến hầu hết các thành phố lớn lên như các địa điểm buôn bán nằm trên sông hoặc trên bờ biển, thường là nơi giao nhau của hai vùng nước. Cho đến thời điểm cuộc cách mạng công nghiệp, giao thông vận tải vẫn chậm chạp và tốn kém, sản xuất và tiêu thụ càng gần nhau càng khả thi.

### Cơ khí

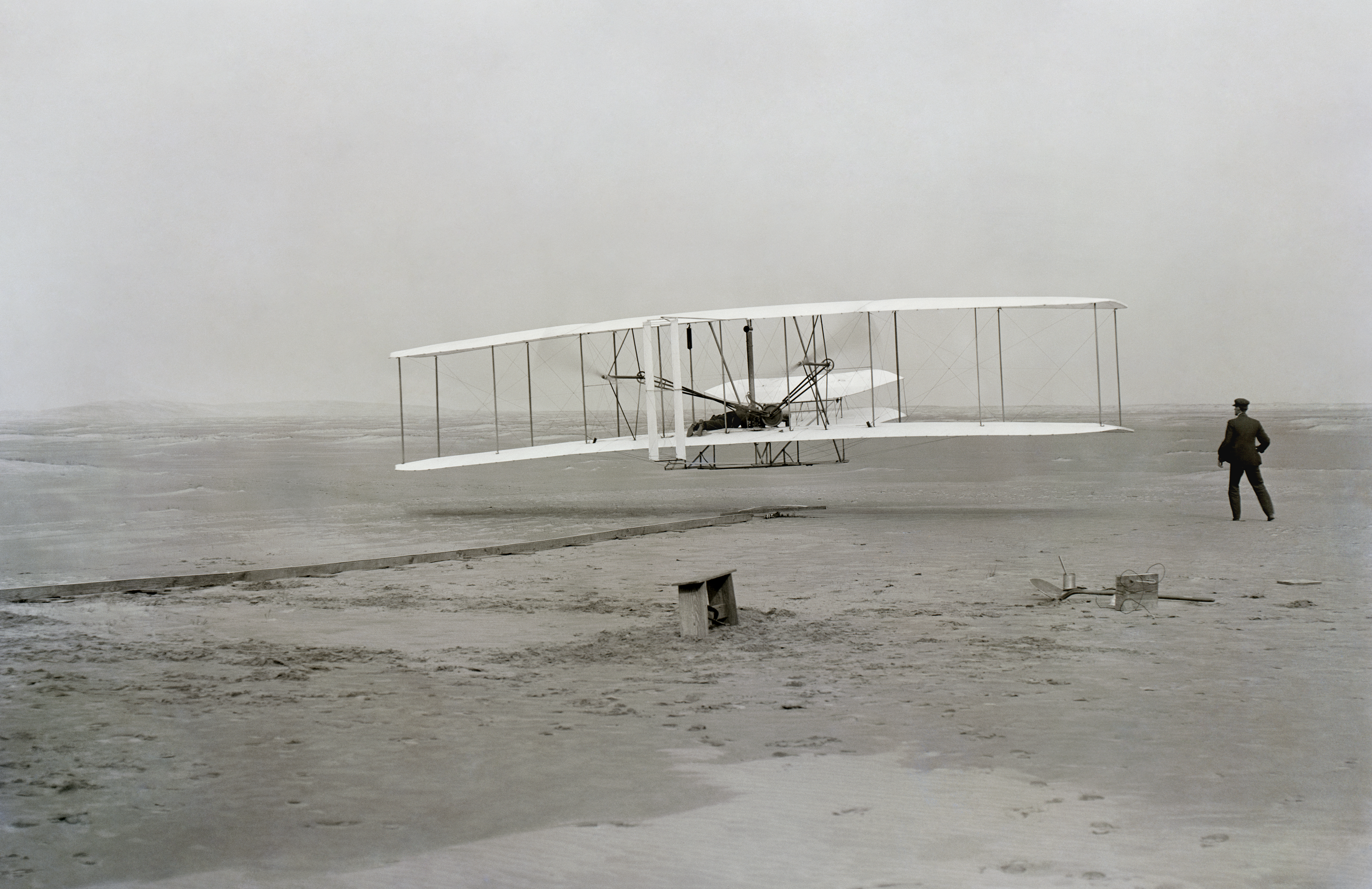
Chuyến bay đầu tiên của anh em nhà Wright vào năm 1903

Cuộc cách mạng công nghiệp trong thế kỷ 19 đã chứng kiến một số phát minh về cơ bản thay đổi vận tải. Với điện báo, giao tiếp trở nên tức thời và độc lập với việc vận chuyển các vật thể. Việc phát minh ra động cơ hơi nước, theo sát với ứng dụng của nó trong vận tải đường sắt, khiến cho việc vận chuyển trên đất liền không phụ thuộc vào cơ bắp của người hay động vật. Cả tốc độ và công suất đều tăng, cho phép chuyên môn hóa thông qua sản xuất được đặt độc lập với tài nguyên thiên nhiên. Thế kỷ 19 cũng chứng kiến sự phát triển của tàu hơi nước, thúc đẩy vận tải toàn cầu.
Với sự phát triển của động cơ đốt trong và ô tô vào khoảng năm 1900, vận tải đường bộ trở nên cạnh tranh trở lại và vận tải tư nhân cơ học bắt nguồn. Đường cao tốc "hiện đại" đầu tiên được xây dựng trong thế kỷ 19    với đá dăm. Sau đó, đường nhựa và bê tông trở thành vật liệu lát chủ đạo. Năm 1903, anh em nhà Wright đã trình diễn chiếc máy bay điều khiển thành công đầu tiên, và sau Thế chiến I (1914-1918), máy bay đã trở thành một cách nhanh chóng để vận chuyển người và chuyển hàng hóa với khoảng cách xa.
Sau Thế chiến II (1939-1945), ô tô và các hãng hàng không đã có cổ phần vận tải cao hơn, giảm đường sắt và nước để vận chuyển hàng hóa và các dịch vụ chở khách đường ngắn. Không gian khoa học bắt đầu vào những năm 1950, với sự phát triển nhanh chóng cho đến những năm 1970, khi sự quan tâm giảm dần. Trong những năm 1950, sự ra đời của container đã mang lại hiệu quả lớn trong vận tải hàng hóa, thúc đẩy toàn cầu hóa. Du lịch hàng không quốc tế trở nên dễ tiếp cận hơn nhiều vào những năm 1960 với việc thương mại hóa động cơ phản lực. Cùng với sự tăng trưởng trong ô tô và đường cao tốc, vận tải đường sắt và đường thủy giảm tầm quan trọng tương đối. Sau khi Shinkansen được giới thiệu ở Nhật Bản vào năm 1964, đường sắt cao tốc ở châu Á và châu Âu bắt đầu thu hút hành khách trên các tuyến đường dài của các hãng hàng không.

## Phương thức
Một phương thức vận tải là một giải pháp sử dụng một loại phương tiện, cơ sở hạ tầng và hoạt động cụ thể. Việc vận chuyển một người hoặc hàng hóa có thể liên quan đến một chế độ hoặc một vài phương thức, với trường hợp sau được gọi là vận tải đa phương thức hoặc đa phương thức. Mỗi chế độ có ưu điểm và nhược điểm riêng, và sẽ được chọn trên cơ sở chi phí, khả năng và tuyến đường.
Xe có động cơ vận hành trên các hệ thống này bao gồm ô tô, xe đạp, xe buýt, xe lửa, xe tải, người, trực thăng, tàu thuyền, tàu vũ trụ và máy bay. Hoạt động xử lý cách các phương tiện hoạt động như thế nào, và các thủ tục thiết lập cho mục đích này bao gồm tài chính, luật pháp và chính sách. Trong ngành công nghiệp vận tải, hoạt động và quyền sở hữu của cơ sở hạ tầng có thể là công cộng hay tư nhân, tùy thuộc vào từng quốc gia và chế độ.
Theo nhiệm vụ có vận tải công cộng phục vụ chung cho lĩnh vực lưu thông và dân cư, vận tải chuyên dùng trong nội bộ ngành sản xuất và vận tải dùng riêng cho cá nhân. Vận tải liên hợp là chuyên chở hàng hóa bằng ít nhất hai phương tiện.
Trong kinh doanh vận chuyển hàng hóa cũng là một dịch vụ, chuyển hàng từ nơi gửi hàng đến nơi nhận hàng, trong đó người giao nhận ký hợp đồng vận chuyển với chủ hàng, đồng thời cũng ký hợp đồng đối ứng với người vận tải để thực hiện dịch vụ.

### Dùng sức người

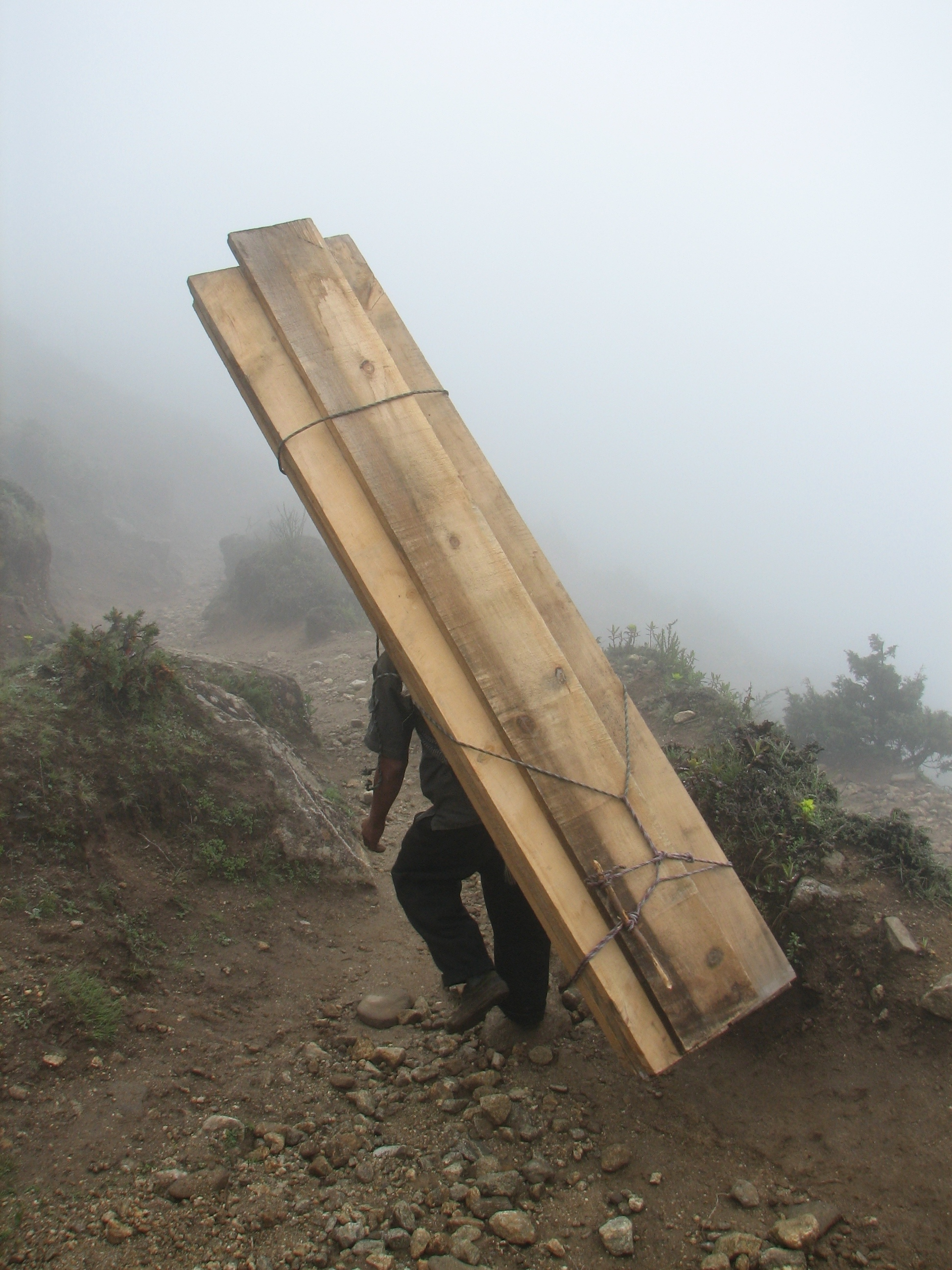
Vận tải do con người vẫn phổ biến ở các nước đang phát triển.

Vận tải do con người thực hiện, một hình thức vận tải bền vững, là vận chuyển người và/hoặc hàng hóa sử dụng sức mạnh cơ bắp của con người, dưới hình thức đi bộ, chạy và bơi. Công nghệ hiện đại đã cho phép máy móc tăng cường sức người. Giao thông vận tải do con người vẫn phổ biến vì lý do tiết kiệm chi phí, giải trí, tập thể dục và chủ nghĩa môi trường; đôi khi nó là loại duy nhất có sẵn, đặc biệt là ở các khu vực kém phát triển hoặc không thể tiếp cận.
Mặc dù con người có thể đi bộ mà không cần cơ sở hạ tầng, vận tải dùng sức người có thể được tăng cường thông qua việc sử dụng các đường giao thông, đặc biệt là khi sử dụng nguồn nhân lực với các phương tiện chẳng hạn như xe đạp và giày trượt. Xe dùng sức người cũng được sử dụng trong môi trường khó khăn, chẳng hạn như di chuyển trên tuyết và nước bằng tàu thuyền và giày trượt tuyết; thậm chí có thể di chuyển trên không với các máy bay dùng sức người.

### Dùng sức động vật
Vận chuyển dùng sức động vật là việc sử dụng động vật làm việc để vận chuyển người và hàng hóa. Con người có thể cưỡi trực tiếp các động vật: ngựa, trâu, bò, voi, lạc đà... sử dụng chúng như xe chở hàng, hoặc khai thác chúng đơn lẻ hoặc theo nhóm, để kéo xe trượt và xe có bánh hơi.

### Không khí

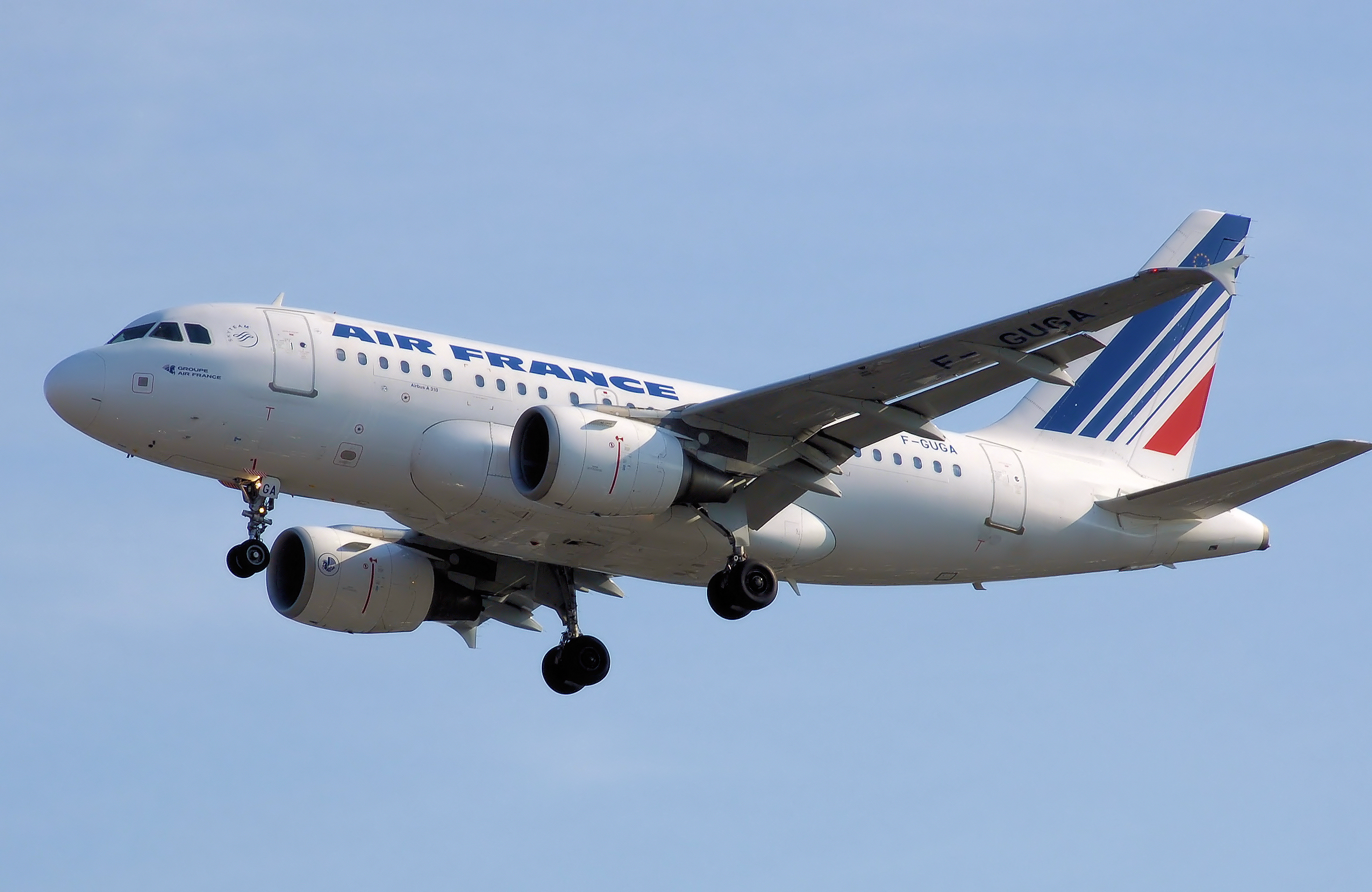
Một chiếc Airbus A318 của Air France hạ cánh tại sân bay London Heathrow.

Một máy bay cánh cố định, thường được gọi là máy bay, là một máy bay nặng hơn không khí, nơi chuyển động của không khí liên quan đến cánh được sử dụng để tạo lực nâng. Thuật ngữ này được sử dụng để phân biệt điều này với máy bay cánh quay, trong đó sự chuyển động của các bề mặt thang máy so với không khí tạo ra lực nâng. Một phi cơ trực thăng là cả hai cánh cố định và cánh quay. Máy bay cánh cố định bao gồm từ máy bay huấn luyện nhỏ và máy bay giải trí đến máy bay chở khách lớn và máy bay chở hàng quân sự.
Hai thứ cần thiết cho máy bay là luồng không khí bay qua cánh để nâng và một khu vực để hạ cánh. Phần lớn các máy bay cũng cần một sân bay với cơ sở hạ tầng để nhận bảo trì, kho lại, tiếp nhiên liệu và cho việc bốc dỡ phi hành đoàn, hàng hóa và hành khách. Trong khi đại đa số máy bay hạ cánh và cất cánh trên đất liền, một số có khả năng cất cánh và hạ cánh trên băng, tuyết và nước lặng.
Máy bay là phương thức vận chuyển nhanh thứ hai, sau tên lửa. Máy bay phản lực thương mại có thể đạt tới 955 kilômét trên giờ (593 mph), máy bay một động cơ 555 kilômét trên giờ (345 mph). Hàng không có thể nhanh chóng vận chuyển người và số lượng hàng hóa hạn chế trong khoảng cách xa hơn, nhưng phải chịu chi phí cao và sử dụng năng lượng; trong khoảng cách ngắn hoặc ở những nơi không thể tiếp cận, máy bay trực thăng có thể được sử dụng. Kể từ ngày 28 tháng 4 năm 2009, bài báo của The Guardian lưu ý rằng "WHO ước tính có tới 500.000 người đang ở trên máy bay bất cứ lúc nào".

### Đường bộ
Giao thông đường bộ bao gồm tất cả các hệ thống giao thông trên đất liền cung cấp cho sự di chuyển của con người, hàng hóa và dịch vụ. Giao thông đường bộ đóng một vai trò quan trọng trong việc liên kết các cộng đồng với nhau. Giao thông đường bộ là một yếu tố quan trọng trong quy hoạch đô thị. Nó bao gồm hai loại, đường sắt và đường trên đất.

#### Đường sắt

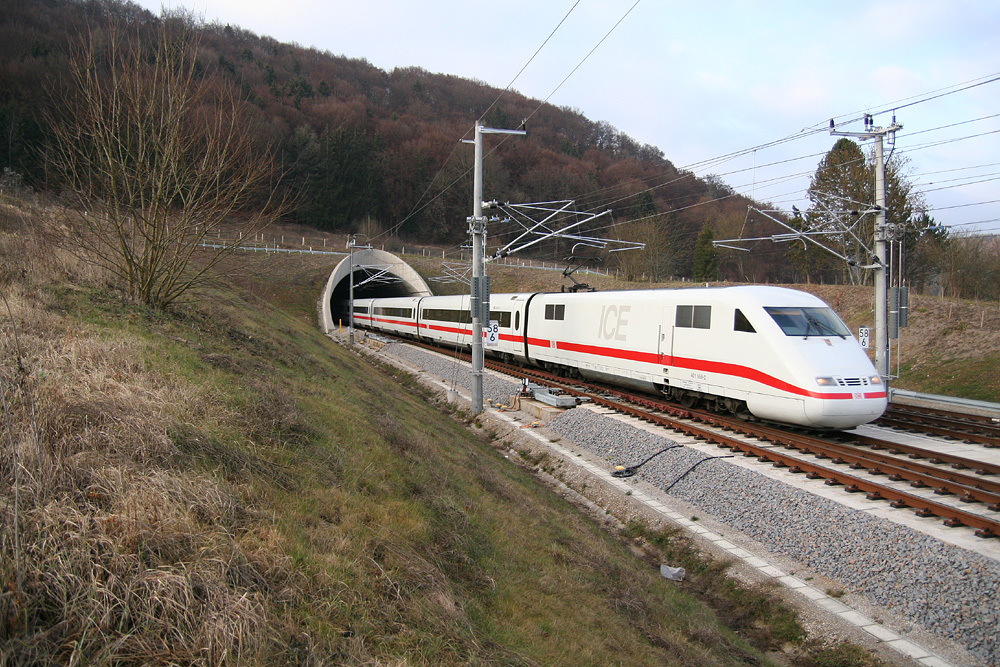
Intercity Express, tàu chở khách tốc độ cao của Đức

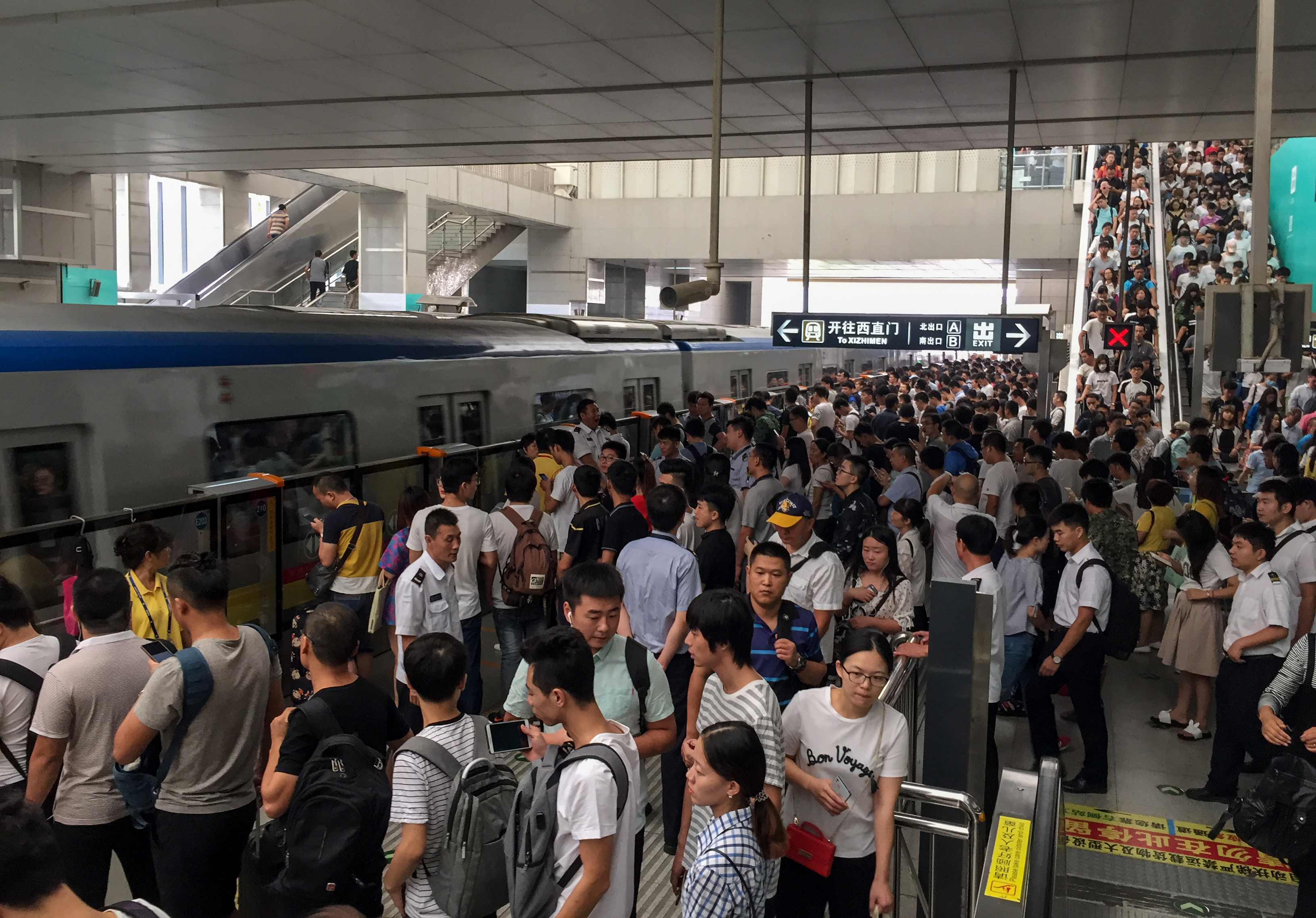
Tàu điện ngầm Bắc Kinh là một trong những mạng lưới vận chuyển nhanh nhất và bận rộn nhất thế giới.

Vận tải đường sắt là nơi một đoàn tàu chạy dọc theo một bộ hai đường ray thép song song. Các đường ray được neo vuông góc với các tà vẹt bằng gỗ, bê tông hoặc thép, để duy trì một khoảng cách nhất quán. Các đường ray và dầm vuông góc được đặt trên một nền tảng làm bằng bê tông hoặc đất nén và sỏi trên một lớp đá dăm. Phương pháp thay thế bao gồm monorail và tàu đệm từ.
Một đoàn tàu bao gồm một hoặc nhiều phương tiện được kết nối hoạt động trên đường ray. Lực đẩy thường được cung cấp bởi một đầu máy, chuyên chở một loạt những chiếc xe không có sức mạnh, có thể chở hành khách hoặc vận chuyển hàng hóa. Đầu máy có thể được cung cấp năng lượng bằng hơi nước, dầu diesel hoặc bằng điện được cung cấp bởi các hệ thống theo dõi. Ngoài ra, một số hoặc tất cả các toa xe có thể được cung cấp năng lượng. Ngoài ra, một đoàn tàu có thể được cung cấp năng lượng bởi ngựa, dây cáp, trọng lực, khí nén và tua-bin khí. Các phương tiện đường ray di chuyển với ma sát ít hơn nhiều so với lốp cao su trên đường trải nhựa, làm cho tàu hỏa tiết kiệm năng lượng hơn, mặc dù không hiệu quả như tàu thủy.
Các chuyến tàu liên tỉnh là các dịch vụ đường dài kết nối các thành phố; Đường sắt tốc độ cao hiện đại có khả năng tăng tốc lên tới 350 km/h (220 mph), nhưng điều này đòi hỏi phải có đường ray đặc biệt. Các chuyến tàu trong tỉnh và phục vụ đi lại của người dân cung cấp thức ăn cho các thành phố từ vùng ngoại ô và các khu vực lân cận, trong khi giao thông nội đô được thực hiện bằng xe điện công suất cao và tàu điện ngầm, và chúng thường tạo thành xương sống của giao thông công cộng của thành phố. Các đoàn tàu chở hàng thường được sử dụng toa chở hàng, yêu cầu bốc dỡ hàng hóa bằng tay. Kể từ những năm 1960, tàu hỏa container đã trở thành giải pháp chủ đạo cho vận tải hàng hóa nói chung, trong khi số lượng lớn hàng đóng gói được vận chuyển bằng tàu chuyên dụng.

#### Đường bộ

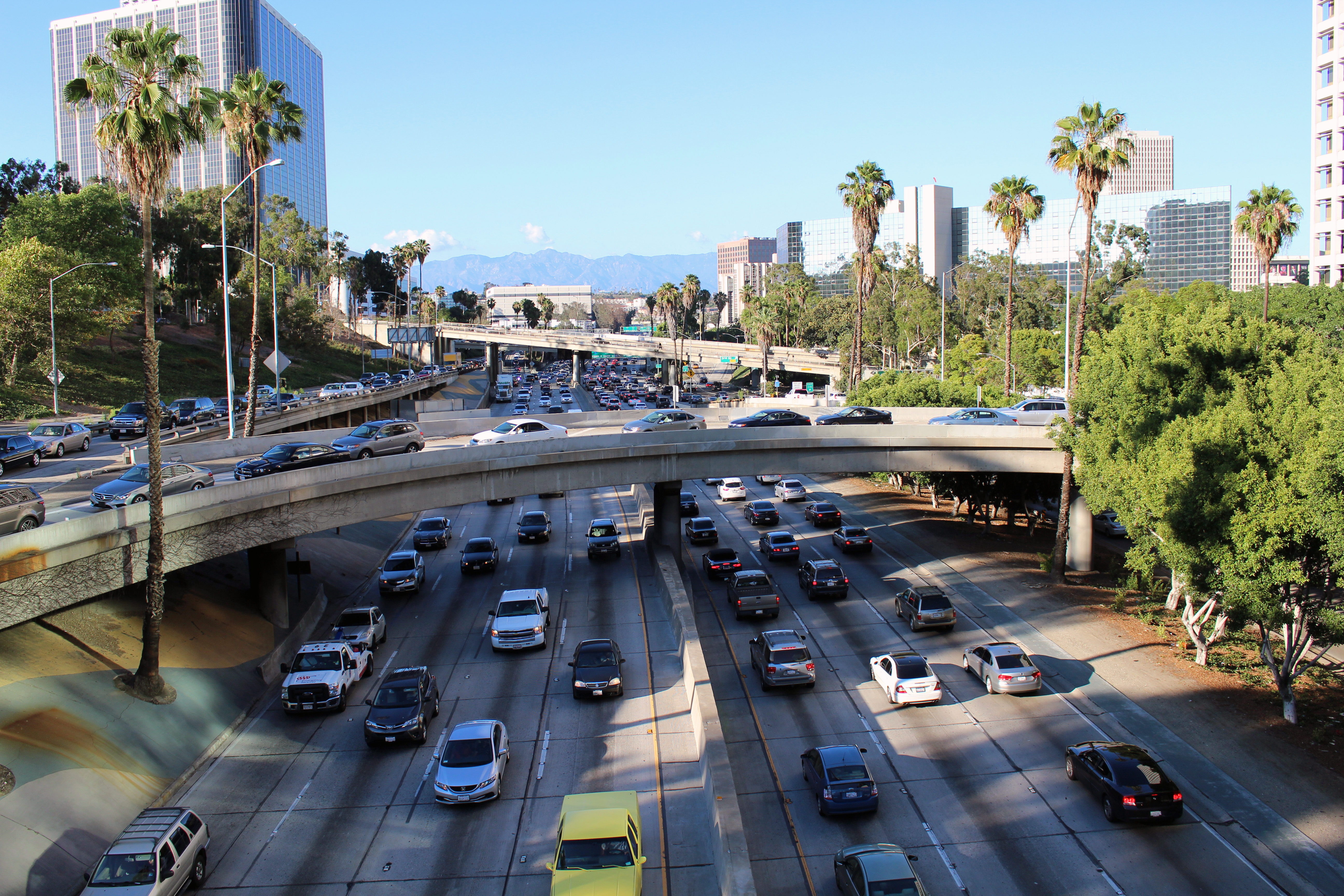
Đường cao tốc Harbor thường bị tắc nghẽn nặng nề vào giờ cao điểm ở Khu thương mại Los Angeles.

Đường là một tuyến đường, đường đi hoặc đường dẫn có thể xác định được giữa hai hoặc nhiều địa điểm. Đường thường được làm mịn, trải nhựa hoặc chuẩn bị khác để cho phép đi lại dễ dàng; mặc dù chúng không cần, và trong lịch sử, nhiều con đường chỉ đơn giản là những tuyến đường dễ nhận biết mà không có bất kỳ công trình xây dựng hay bảo trì chính thức nào. Trong các khu vực đô thị, các con đường có thể đi qua một thành phố hoặc làng và được đặt tên là đường phố, phục vụ một chức năng kép là giảm bớt không gian đô thị và tuyến đường.
Phương tiện giao thông đường bộ phổ biến nhất là ô tô; một chiếc xe chở khách có động cơ riêng. Những người sử dụng đường khác bao gồm xe buýt, xe tải, xe máy, xe đạp và người đi bộ. Tính đến năm 2010, đã có 1,015 tỷ ô tô trên toàn thế giới. Vận tải đường bộ cung cấp một sự tự do hoàn toàn cho người sử dụng đường để chuyển phương tiện từ làn này sang làn khác và từ đường này sang đường khác theo nhu cầu và sự thuận tiện. Tính linh hoạt của các thay đổi về vị trí, hướng, tốc độ và thời gian di chuyển của giao thông đường bộ là đặc thù mà các phương thức vận chuyển khác không có. Có thể cung cấp dịch vụ từ nhà này đến nhà khác chỉ bằng vận tải đường bộ.
Ô tô cung cấp tính linh hoạt cao với công suất thấp, nhưng đòi hỏi sử dụng năng lượng và diện tích cao, và là nguồn chính gây ra tiếng ồn và ô nhiễm không khí có hại trong các thành phố; xe buýt cho phép đi lại hiệu quả hơn với chi phí giảm tính linh hoạt. Vận tải đường bộ bằng xe tải thường là giai đoạn đầu và cuối cùng của vận tải hàng hóa.

### Đường thủy

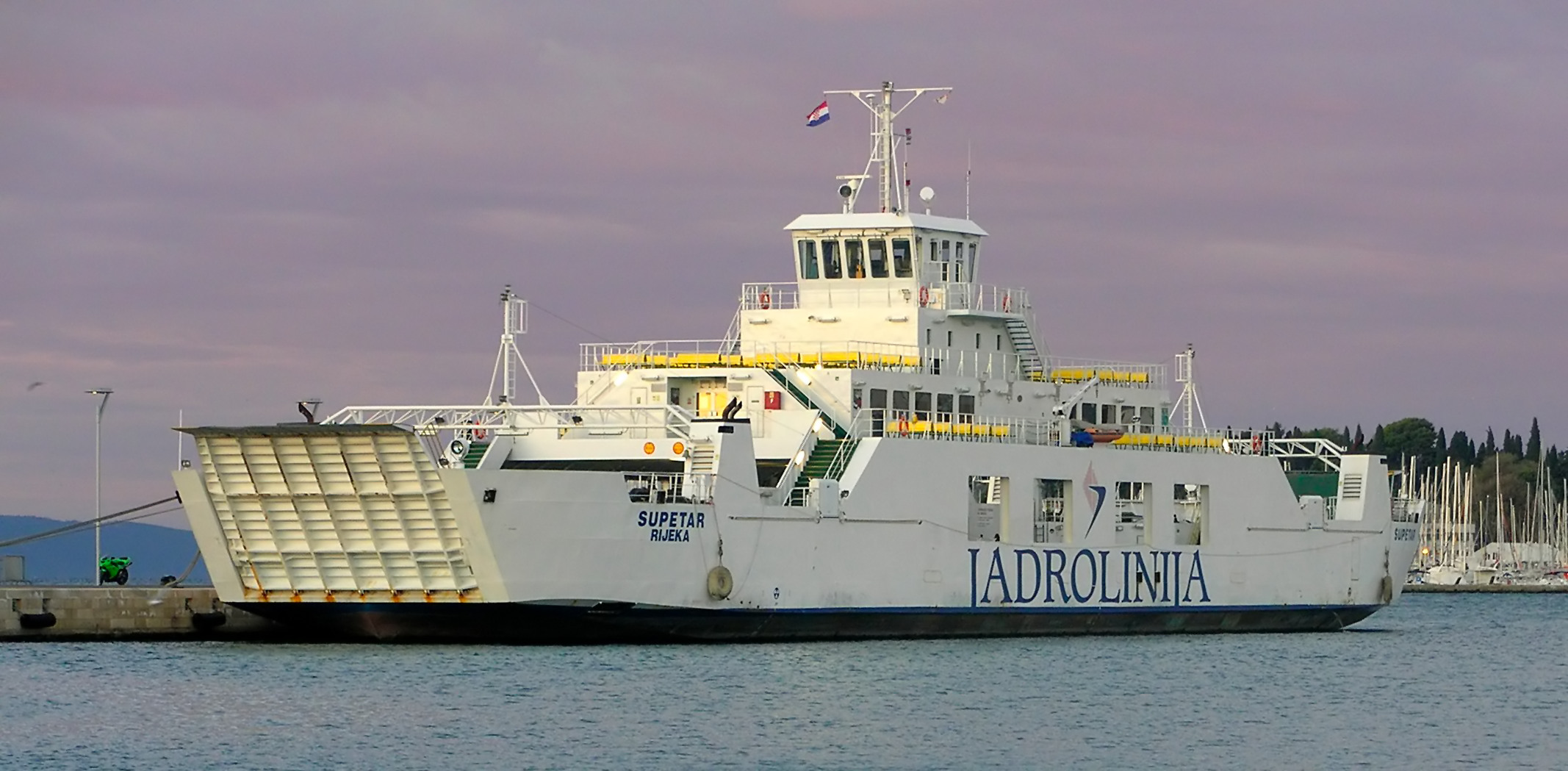
Phà ô tô ở Croatia

Vận tải đường thủy là sự di chuyển bằng phương tiện nổi trên nước như một chiếc xà lan, thuyền, tàu hoặc thuyền buồm trên một vùng nước, như biển, đại dương, hồ, kênh hoặc sông. Nhu cầu về độ nổi là phổ biến đối với tàu thủy, làm cho thân tàu trở thành một khía cạnh chủ đạo trong việc xây dựng, bảo trì và vẻ ngoài.
Vào thế kỷ 19, những con tàu hơi nước đầu tiên đã được phát triển, sử dụng động cơ hơi nước để lái một bánh xe chèo hoặc cánh quạt để di chuyển con tàu. Hơi nước được sản xuất trong lò hơi sử dụng gỗ hoặc than và được đưa qua động cơ đốt ngoài hơi nước. Bây giờ hầu hết các tàu có một động cơ đốt trong sử dụng một loại dầu hơi tinh chế được gọi là nhiên liệu hầm. Một số tàu, như tàu ngầm, sử dụng năng lượng hạt nhân để sản xuất hơi nước. Nghề giải trí hoặc giáo dục vẫn sử dụng năng lượng gió, trong khi một số tàu nhỏ hơn sử dụng động cơ đốt trong để lái một hoặc nhiều cánh quạt, hoặc trong trường hợp thuyền phản lực, thuyền phản lực nước nông. Trong các khu vực dự thảo nông, thủy phi cơ được đẩy bằng quạt đẩy lớn. (Xem động cơ đẩy hàng hải.)
Mặc dù chậm so với các phương tiện giao thông khác, vận tải biển hiện đại là một phương thức vận chuyển số lượng lớn hàng hóa hiệu quả cao. Tàu thương mại, số lượng gần 35.000, mang theo 7.4   tỷ tấn hàng hóa trong năm 2007  Vận chuyển bằng đường thủy có chi phí thấp hơn đáng kể so với vận chuyển hàng không cho vận chuyển xuyên lục địa; vận chuyển biển ngắn và phà vẫn khả thi ở các khu vực ven biển.

### Các phương thức khác

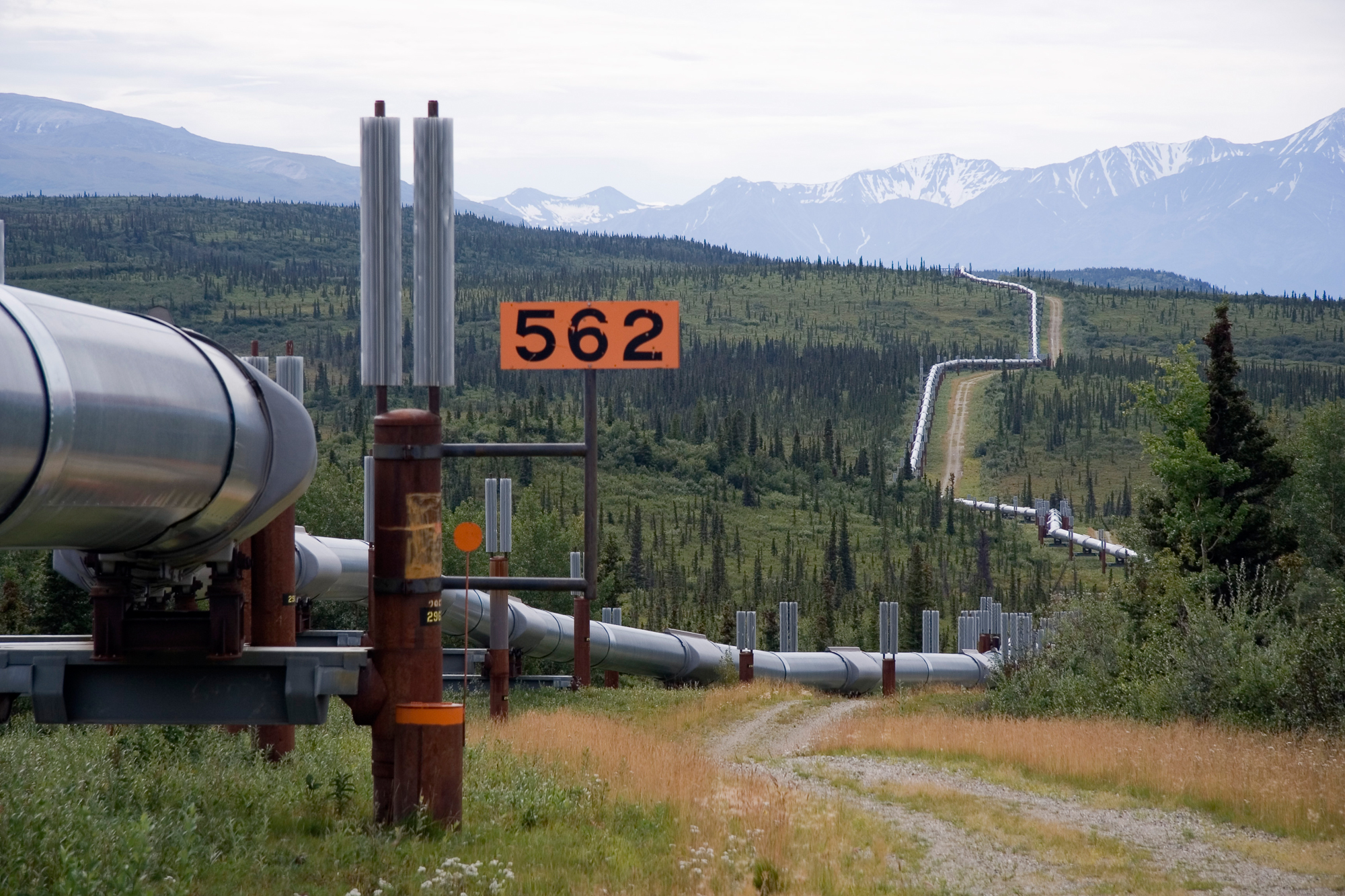
Đường ống xuyên Alaska dành cho dầu thô

Vận tải đường ống gửi hàng hóa qua đường ống; thông thường nhất là vận chuyển chất lỏng và chất khí, nhưng các ống khí nén cũng có thể gửi các viên nang rắn bằng cách sử dụng khí nén. Đối với chất lỏng / khí, bất kỳ chất lỏng hoặc khí ổn định về mặt hóa học nào cũng có thể được gửi qua đường ống. Hệ thống khoảng cách ngắn tồn tại cho nước thải, bùn, nước và bia, trong khi mạng lưới đường dài được sử dụng cho dầu mỏ và khí đốt tự nhiên.
Vận chuyển bằng cáp là một phương thức rộng rãi trong đó các phương tiện được kéo bằng cáp thay vì nguồn điện bên trong. Nó được sử dụng phổ biến nhất ở độ dốc lớn. Các giải pháp tiêu biểu bao gồm đường tàu điện trên không, thang máy, thang cuốn và thang máy trượt tuyết; một số trong số này cũng được phân loại là vận chuyển băng tải.
Du hành không gian là vận tải từ bầu khí quyển của Trái đất vào không gian bên ngoài bằng tàu vũ trụ. Mặc dù một lượng lớn nghiên cứu đã tập trung vào công nghệ này, nó hiếm khi được sử dụng ngoại trừ việc đưa vệ tinh vào quỹ đạo và tiến hành các thí nghiệm khoa học. Tuy nhiên, con người đã hạ cánh trên Mặt Trăng, và các tàu thăm dò đã được gửi đến tất cả các hành tinh của Hệ Mặt Trời.
Du hành không gian dưới quỹ đạo là hệ thống vận chuyển nhanh nhất trong số các hệ thống vận chuyển hiện có và được lên kế hoạch từ một nơi trên Trái đất đến một "nơi khác" xa xôi trên Trái đất. Việc vận chuyển nhanh hơn có thể đạt được thông qua một phần của quỹ đạo Trái đất thấp, hoặc theo quỹ đạo đó thậm chí còn nhanh hơn bằng cách sử dụng sức đẩy của tên lửa để điều khiển nó.

## Thành phần

### Cơ sở hạ tầng

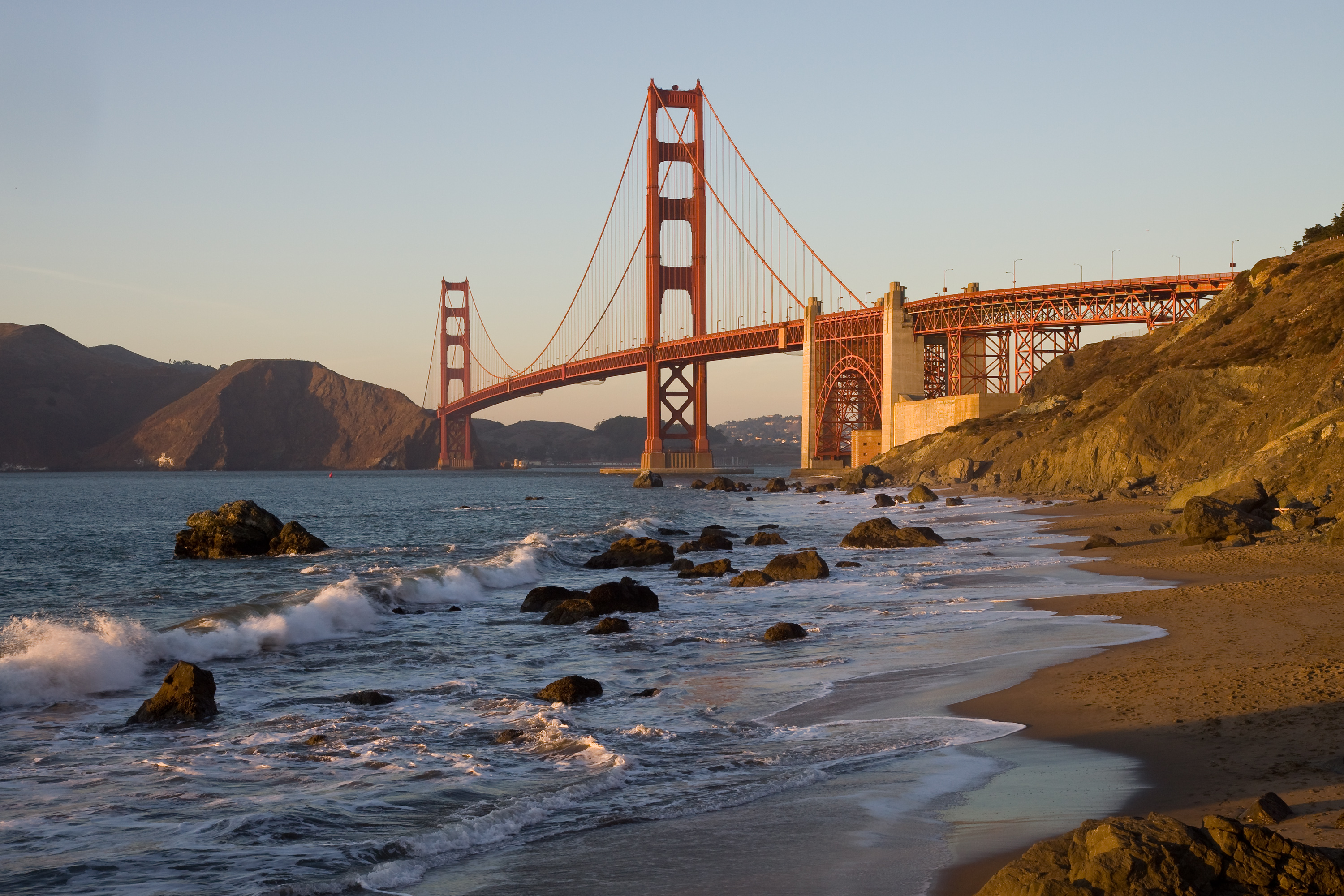
Những cây cầu, chẳng hạn như Cầu Cổng Vàng, cho phép đường bộ và đường sắt băng qua các vùng chứa nước.

Cơ sở hạ tầng là các công trình lắp đặt cố định cho phép xe hoạt động. Nó bao gồm một con đường, một nhà ga, và các cơ sở để đậu xe và bảo trì. Đối với vận tải đường sắt, đường ống, đường bộ và đường cáp phải thi công toàn bộ đoạn đường xe chạy. Máy bay và tàu thủy có thể tránh được điều này, vì đường hàng không và đường biển không cần phải xây dựng. Tuy nhiên, chúng yêu cầu cơ sở hạ tầng cố định tại các thiết bị đầu cuối.
Các trạm đầu cuối như sân bay, bến cảng và nhà ga, là những vị trí mà hành khách và hàng hóa có thể được chuyển từ phương tiện hoặc phương thức này sang phương tiện khác. Đối với vận tải hành khách, các nhà ga đang tích hợp các phương thức khác nhau để cho phép người đi thay đổi giữa các phương thức, tận dụng được lợi ích của từng phương thức. Ví dụ, các liên kết đường sắt sân bay kết nối các sân bay với trung tâm thành phố và vùng ngoại ô. Bến dành cho ô tô là bãi đậu xe, trong khi xe buýt và xe khách có thể hoạt động từ các điểm dừng đơn giản. Đối với vận tải hàng hóa, các nhà ga đóng vai trò là điểm trung chuyển, mặc dù một số hàng hóa được vận chuyển trực tiếp từ điểm sản xuất đến điểm sử dụng.
Nguồn tài chính cho cơ sở hạ tầng có thể là của nhà nước hoặc tư nhân. Giao thông vận tải thường là độc quyền tự nhiên và cần thiết cho công chúng; đường bộ, và ở một số quốc gia, đường sắt và sân bay được tài trợ thông qua thuế. Các dự án cơ sở hạ tầng mới có thể có chi phí cao và thường được tài trợ thông qua nợ. Do đó, nhiều chủ sở hữu cơ sở hạ tầng áp đặt phí sử dụng, chẳng hạn như phí hạ cánh tại các sân bay hoặc trạm thu phí trên đường. Độc lập với điều này, các cơ quan chức năng có thể đánh thuế đối với việc mua hoặc sử dụng xe. Do các nhà quy hoạch dự báo kém và đánh giá quá cao về lượng hành khách, nên các dự án hạ tầng giao thông thường có lãi ít hơn so với dự tính.

## Các chức năng
Di chuyển hành khách và hàng hóa là hai công dụng phổ biến nhất của phương tiện vận chuyển. Tuy nhiên, còn các công dụng khác như việc di chuyển chiến thuật và chiến lược của lực lượng vũ trang trong chiến tranh, hoặc di chuyển thiết bị xây dựng hoặc cấp cứu trong trường hợp khẩn cấp.

### Hành khách

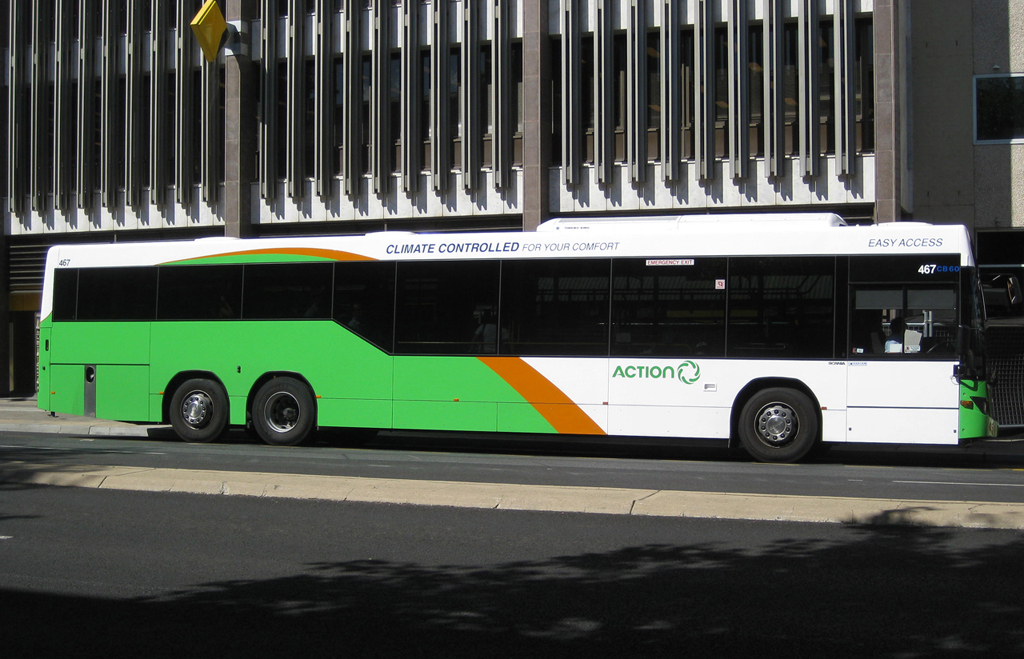
Xe buýt giao thông địa phương do ACTION vận hành tại Canberra, Úc

Vận chuyển hành khách, hay du lịch, được chia thành vận chuyển giao thông công cộng và vận chuyển riêng tư. Giao thông công cộng là dịch vụ được lên lịch trên các tuyến đường cố định, trong khi vận chuyển riêng tư là các phương tiện cung cấp dịch vụ linh hoạt theo yêu cầu của khách hàng. Hình thức sau mang lại tính linh hoạt tốt hơn, nhưng có khả năng chứa chấp ít hơn và có tác động môi trường cao hơn. Du lịch có thể là một phần của việc đi lại hàng ngày hoặc cho mục đích kinh doanh, nghỉ ngơi hoặc di cư của con người.
Vận chuyển cận ngắn được chiếm đạt bởi ô tô và giao thông công cộng. Giao thông công cộng bao gồm xe buýt ở các vùng nông thôn và thành phố nhỏ, kèm theo đường sắt đô thị, xe điện và giao thông nhanh ở các thành phố lớn. Vận chuyển xa là sự sử dụng ô tô, tàu hỏa, xe buýt và máy bay, trong đó máy bay đã trở thành phương tiện được sử dụng chủ yếu cho các hành trình xa nhất, bao gồm cả các hành trình xuyên lục địa. Vận chuyển hành khách đa phương thức là khi một hành trình được thực hiện thông qua việc sử dụng nhiều phương tiện vận chuyển; vì tất cả các phương tiện vận chuyển của con người thường bắt đầu và kết thúc bằng việc đi bộ, nên tất cả vận chuyển hành khách có thể coi là đa phương thức. Giao thông công cộng cũng có thể liên quan đến việc chuyển đổi trung gian của phương tiện, trong hoặc giữa các chế độ, tại các trung tâm giao thông, như bến xe buýt hoặc ga tàu.
Xe taxi và xe buýt có thể được tìm thấy ở cả hai đầu của phổ vận chuyển công cộng. Xe buýt là hình thức vận chuyển rẻ nhất nhưng không nhất thiết linh hoạt, và taxi linh hoạt hơn nhưng đắt hơn. Ở giữa là dịch vụ vận chuyển theo yêu cầu, cung cấp tính linh hoạt trong khi vẫn đảm bảo giá cả phải chăng.
Việc du lịch quốc tế có thể bị hạn chế đối với một số cá nhân do quy định và yêu cầu thị thực.

### Y tế

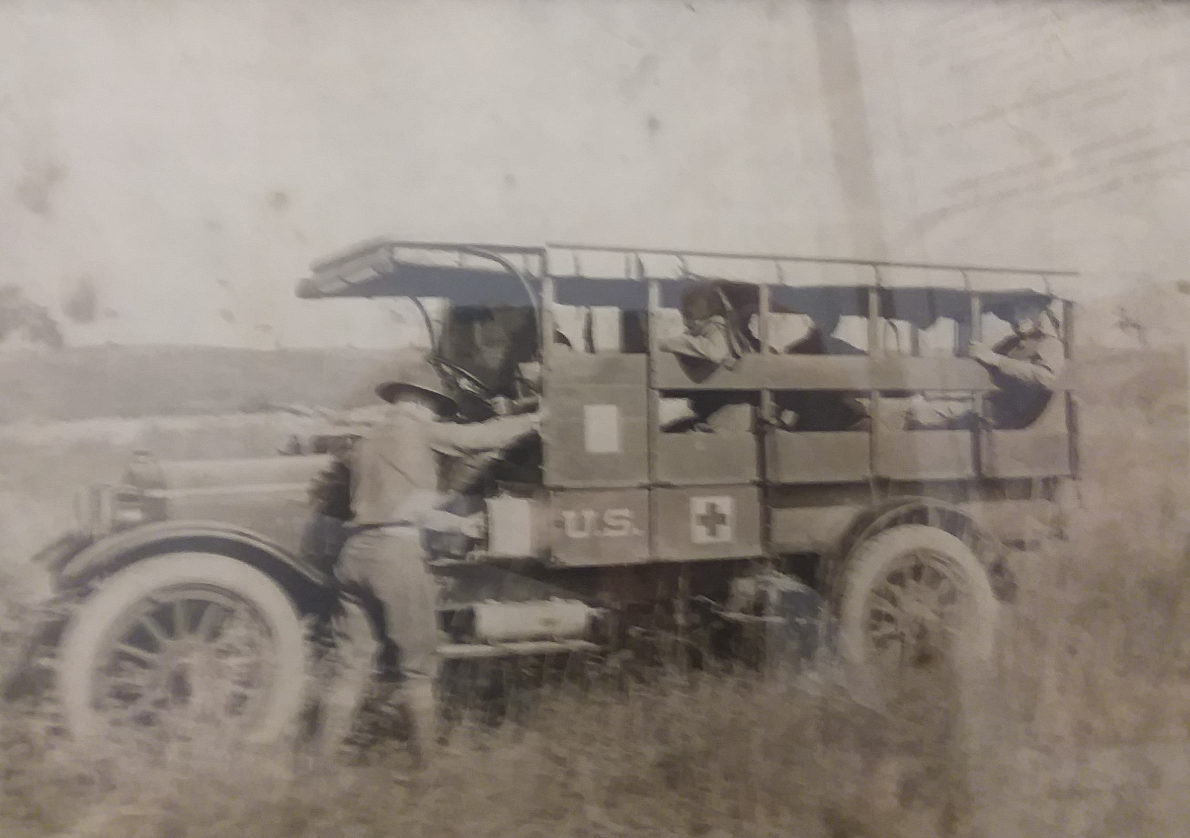
Xe cứu thương trong Thế chiến I

Xe cứu thương là phương tiện được sử dụng để vận chuyển người từ hoặc giữa nơi điều trị, và trong một số trường hợp cũng cung cấp chăm sóc y tế ngoại vi cho bệnh nhân. Thuật ngữ này thường được liên kết với "xe cứu thương khẩn cấp" đi trên đường, là một phần của các dịch vụ y tế khẩn cấp, cung cấp chăm sóc cấp cứu cho những người có vấn đề y tế nghiêm trọng.
Dịch vụ y tế hàng không là thuật ngữ bao quát việc sử dụng phương tiện vận chuyển hàng không để di chuyển bệnh nhân đến và từ các cơ sở y tế và hiện trường tai nạn. Nhân viên cung cấp chăm sóc toàn diện trước bệnh viện và chăm sóc khẩn cấp và chăm sóc cấp cứu cho mọi loại bệnh nhân trong quá trình sơ tán y tế hoặc hoạt động cứu hộ, trên trực thăng, máy bay chở hélice hoặc máy bay phản lực.

### Vận chuyển hàng hóa

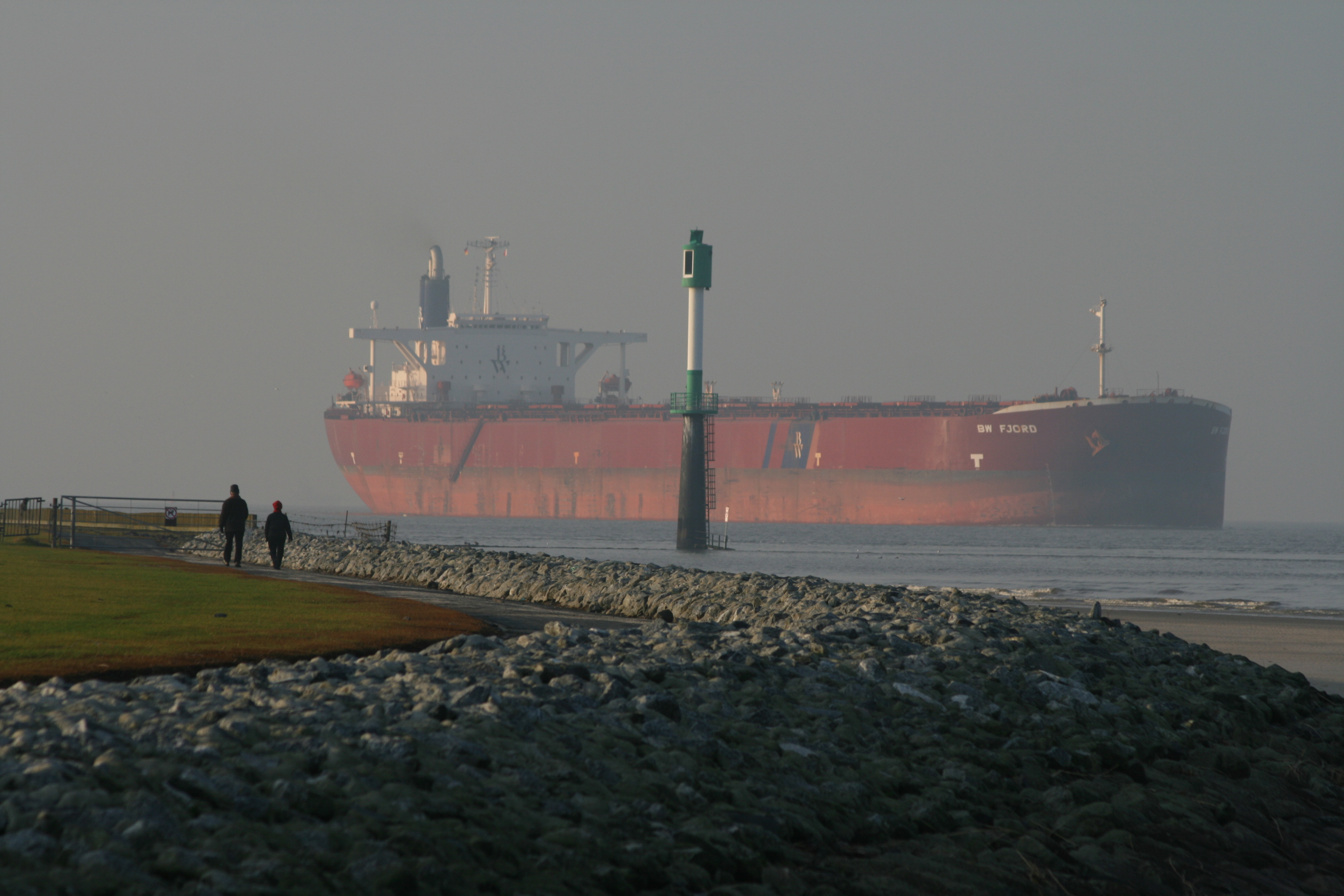
Tàu vận chuyển hàng rời, BW Fjord thuộc BW

Vận chuyển hàng hóa, hay shipping, là một yếu tố quan trọng trong chuỗi giá trị trong sản xuất. Với sự chuyên môn hóa và toàn cầu hóa gia tăng, việc sản xuất được đặt ở xa nơi tiêu thụ, tạo nên sự tăng nhanh về nhu cầu vận chuyển. Vận chuyển tạo ra tiện ích về địa điểm bằng cách di chuyển hàng hóa từ nơi sản xuất đến nơi tiêu thụ. Mặc dù tất cả các phương tiện vận chuyển được sử dụng cho vận chuyển hàng hóa, nhưng có sự khác biệt lớn về bản chất của vận chuyển hàng hóa, trong đó chọn lựa phương tiện nào. Hậu cần đề cập đến toàn bộ quá trình chuyển giao sản phẩm từ nhà sản xuất đến người tiêu dùng, bao gồm lưu trữ, vận chuyển, quá cảnh, nhà kho, xử lý vật liệu và đóng gói, kèm theo việc trao đổi thông tin liên quan. Incoterm đề cập đến việc xử lý thanh toán và trách nhiệm về rủi ro trong quá trình vận chuyển.

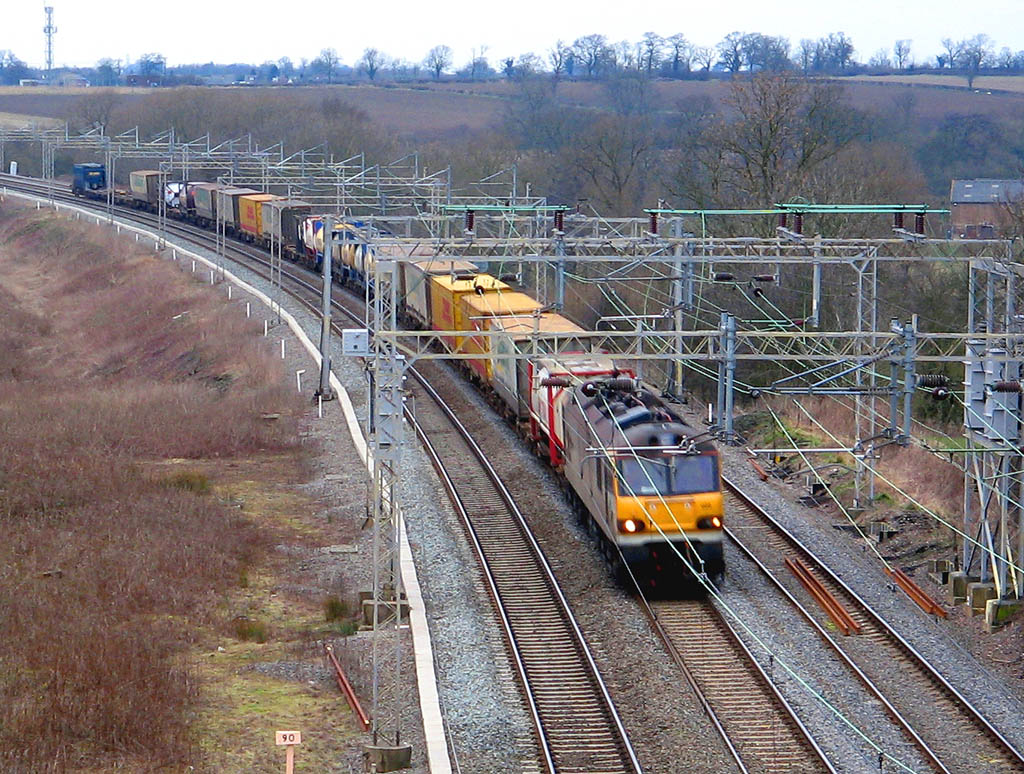
Tàu hàng với các thùng chứa hàng tại Vương quốc Anh

Đóng container, với việc chuẩn hóa kích thước ISO container trên tất cả các phương tiện và cảng, đã cách mạng hóa thương mại quốc tế và nội địa, mang lại sự giảm thiểu đáng kể về chi phí quá cảnh. Truyền thống, tất cả hàng hóa phải được tải và dỡ thủ công vào buồng tàu hoặc xe; containerization cho phép việc xử lý và chuyển giao tự động giữa các phương tiện, và kích thước chuẩn cho phép tận dụng lợi thế về quy mô kinh tế trong hoạt động phương tiện. Đây đã là một trong những yếu tố động lực chính trong thương mại quốc tế và toàn cầu hóa kể từ những năm 1950.
Vận chuyển hàng hóa đại trà phổ biến với hàng hóa có thể xử lý một cách thô sơ mà không làm hỏng; ví dụ điển hình là quặng, than, ngũ cốc và dầu mỏ. Do tính đồng nhất của sản phẩm, việc xử lý cơ khí cho phép xử lý một lượng hàng hóa khổng lồ một cách nhanh chóng và hiệu quả. Giá trị thấp của hàng hóa kết hợp với khối lượng lớn cũng có nghĩa là quy mô kinh tế trở thành yếu tố cần thiết trong vận chuyển, và tàu lớn và toàn bộ đoàn tàu thường được sử dụng để vận chuyển hàng hóa đại trà. Các sản phẩm lỏng với khối lượng đủ lớn cũng có thể được vận chuyển qua đường ống.
Vận chuyển hàng không đã trở nên phổ biến hơn đối với các sản phẩm có giá trị cao; trong khi vận chuyển hàng không chiếm dưới một phần trăm của tổng lượng hàng hóa trên thế giới về khối lượng, nhưng chiếm tới bốn mươi phần trăm của giá trị. Thời gian đã trở nên đặc biệt quan trọng đối với các nguyên tắc như trì hoãn và cung cấp đúng thời điểm trong chuỗi giá trị, dẫn đến sự sẵn lòng trả giá cao để giao hàng nhanh chóng các thành phần chủ chốt hoặc các mặt hàng có tỷ lệ giá trị trọng lượng cao. Ngoài thư tín, các mặt hàng thông thường được gửi bằng đường hàng không bao gồm điện tử và quần áo thời trang.

## Tác động

### Tác động kinh tế

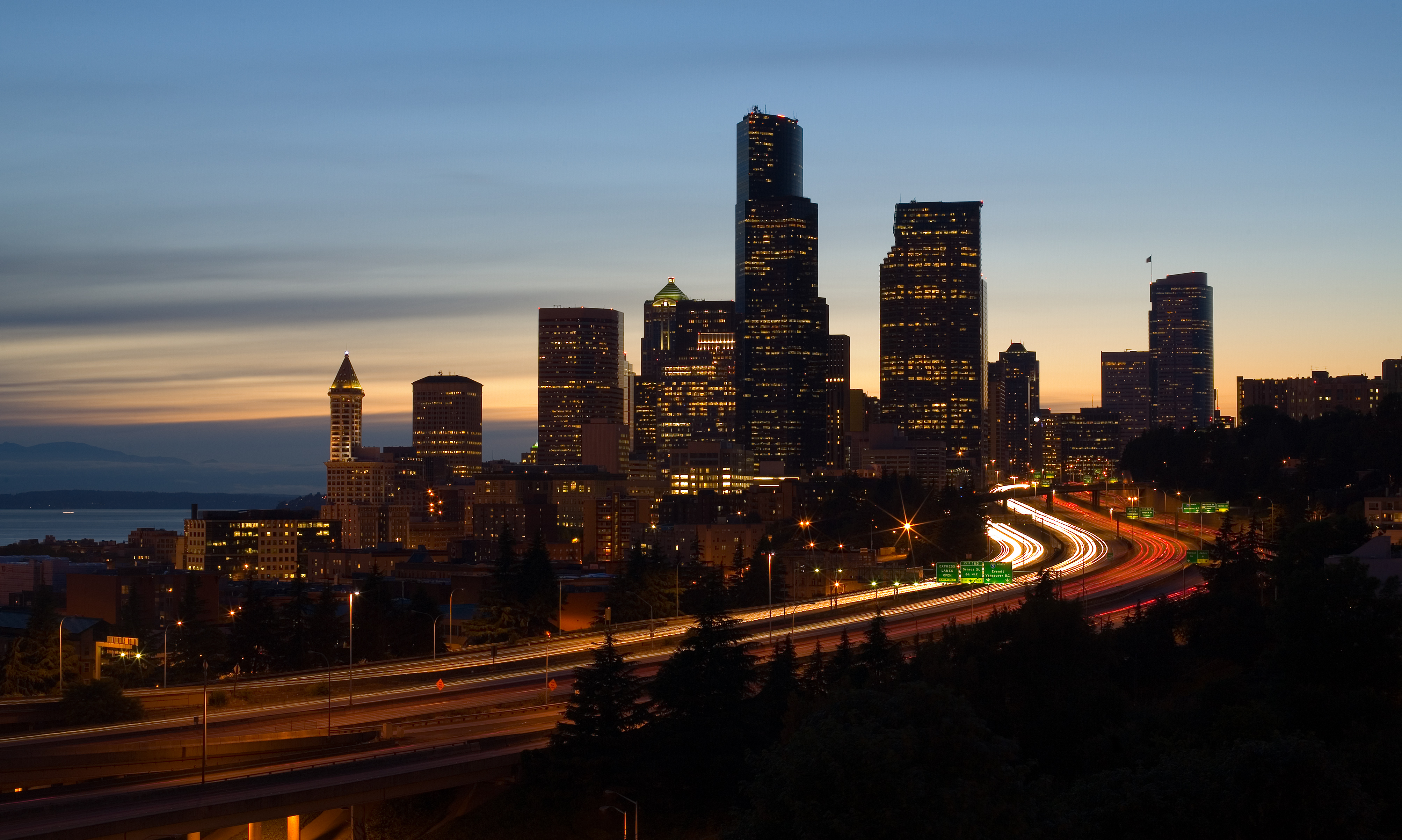
Vận tải là một yếu tố quan trọng trong sự phát triển và toàn cầu hóa, như ở Seattle, Washington, Hoa Kỳ.

Vận tải là một yêu cầu cần thiết cho hệ thống chuyên môn - cho phép sản xuất và tiêu thụ sản phẩm xảy ra tại các địa điểm khác nhau. Suốt lịch sử, vận tải đã thúc đẩy sự mở rộng; vận tải tốt hơn cho phép giao thương nhiều hơn và mở rộng phạm vi của con người. Tăng trưởng kinh tế luôn phụ thuộc vào việc tăng cường khả năng và sự hợp lý của vận tải. Tuy nhiên, cơ sở hạ tầng và hoạt động vận tải có tác động lớn đến đất đai, và vận tải là nguồn tiêu thụ năng lượng lớn, khiến cho vận tải bền vững trở thành một vấn đề lớn.
Do cách các thành phố và cộng đồng hiện đại được lập kế hoạch và hoạt động, thường tạo ra sự phân biệt vật lý giữa nhà và nơi làm việc, buộc con người phải tự di chuyển đến nơi làm việc, học tập hoặc vui chơi, cũng như tạm thời chuyển đổi địa điểm cho các hoạt động hàng ngày khác. Vận chuyển hành khách cũng là bản chất của du lịch, một phần quan trọng của vận chuyển giải trí. Thương mại đòi hỏi vận chuyển con người để tiến hành kinh doanh, cho phép giao tiếp trực tiếp để đưa ra các quyết định quan trọng hoặc di chuyển các chuyên gia từ nơi làm việc thường xuyên của họ đến các công trường cần đến.
Trong quan niệm lean, việc vận chuyển vật liệu hoặc quá trình làm việc từ một vị trí này sang vị trí khác được coi là một trong bảy lãng phí (tiếng Nhật: muda) không thêm giá trị cho sản phẩm.

### Kế hoạch
Kế hoạch vận tải cho phép tận dụng tối đa và giảm thiểu tác động đối với cơ sở hạ tầng mới. Sử dụng mô hình dự báo vận tải, các nhà quy hoạch có thể dự đoán các mô hình vận tải trong tương lai. Ở mức thực hiện, hệ thống vận chuyển cho phép chủ sở hữu hàng hóa lập kế hoạch vận chuyển như một phần của chuỗi cung ứng. Lĩnh vực vận chuyển cũng được nghiên cứu thông qua kinh tế vận tải, một thành phần quan trọng trong việc tạo ra chính sách quy định bởi các cơ quan có thẩm quyền. Kỹ thuật vận tải, một phân ngành của kỹ thuật xây dựng, phải xem xét tạo ra chuyến đi, phân phối chuyến đi, lựa chọn phương tiện và định tuyến chuyến đi, trong khi mức thực hiện được xử lý thông qua kỹ thuật giao thông.

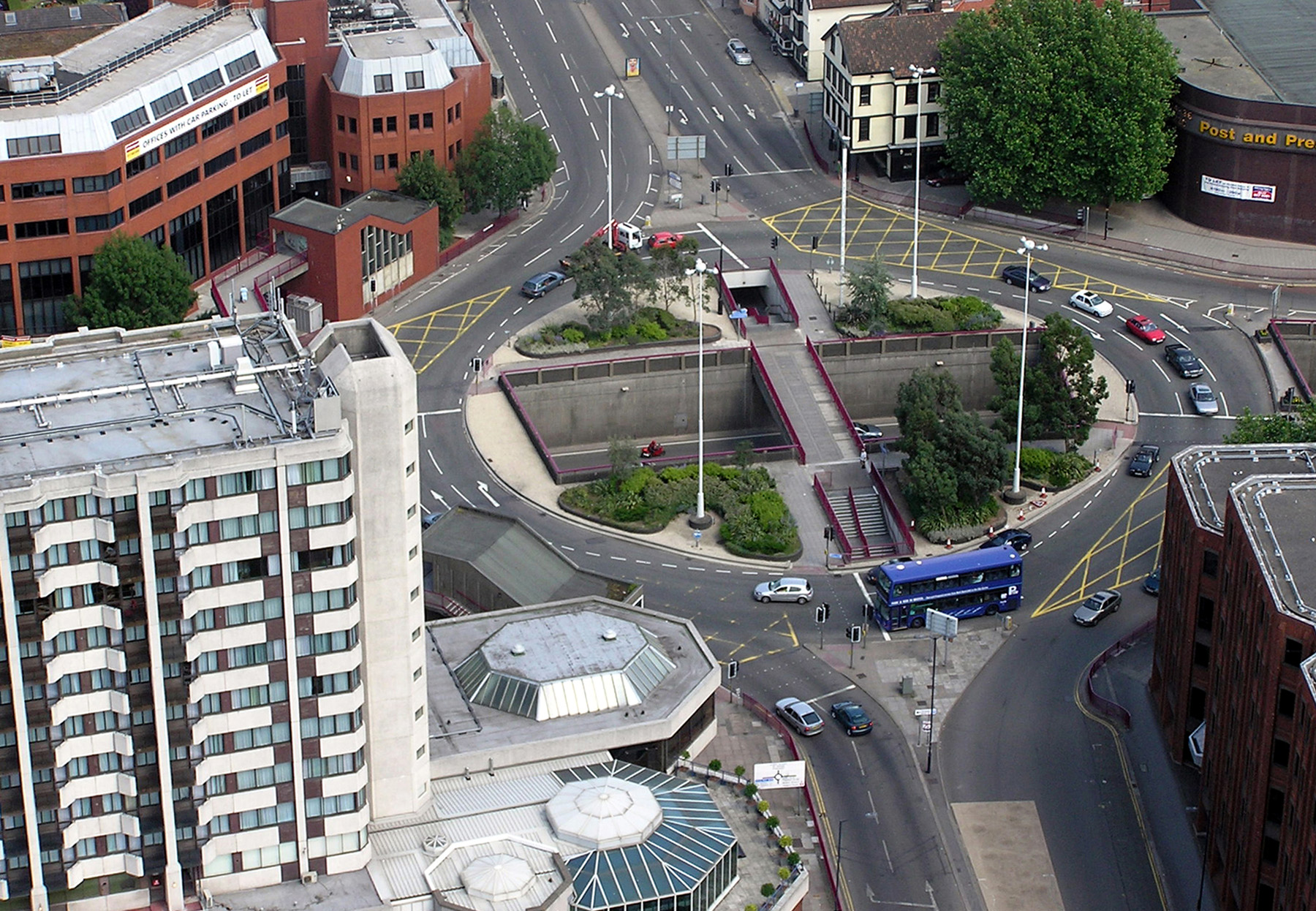
Sự kỹ thuật của ngã tư xoay này tại Bristol, Vương quốc Anh, cố gắng để tạo luồng giao thông mượt mà.

Do những tác động tiêu cực gây ra, vận tải thường trở thành đề tài gây tranh cãi liên quan đến sự lựa chọn phương tiện, cũng như tăng cường khả năng chứa đựng. Vận tải ô tô có thể được coi là một bi kịch của chung nơi sự linh hoạt và thoải mái cho cá nhân làm suy giảm môi trường tự nhiên và đô thị cho tất cả mọi người. Mật độ phát triển phụ thuộc vào phương tiện vận chuyển, với phương tiện giao thông công cộng cho phép tận dụng không gian tốt hơn. Sử dụng đất hiệu quả giữ các hoạt động chung gần nhà người dân và đặt các khu phát triển mật độ cao gần các tuyến vận chuyển và trung tâm, nhằm giảm thiểu nhu cầu về vận tải. Có lợi thế của sự kết tập. Ngoài vận chuyển, một số việc sử dụng đất hiệu quả hơn khi tập trung. Cơ sở vận chuyển tiêu thụ đất, và ở các thành phố, mặt đường (dành cho đường phố và bãi đỗ xe) có thể chiếm hơn 20% tổng diện tích sử dụng đất. Hệ thống vận chuyển hiệu quả có thể giảm lãng phí đất.

Quá nhiều cơ sở hạ tầng và quá nhiều nỗ lực làm mịn để đạt được lưu lượng xe lớn nhất có nghĩa là ở nhiều thành phố có quá nhiều giao thông và nhiều - nếu không phải tất cả - các tác động tiêu cực đi kèm. Chỉ trong những năm gần đây, những thực hành truyền thống đã bắt đầu bị đặt câu hỏi ở nhiều nơi; kết quả của các loại phân tích mới mà mang đến một phạm vi kỹ năng rộng hơn rất nhiều so với những kỹ năng được dựa vào truyền thống - bao gồm các lĩnh vực như phân tích tác động môi trường, y học công cộng, xã hội học và kinh tế - sự khả thi của các giải pháp di chuyển cũ đang được đặt câu hỏi ngày càng nhiều. 

### Môi trường
Khí thải nhà kính toàn cầu từ vận tải:

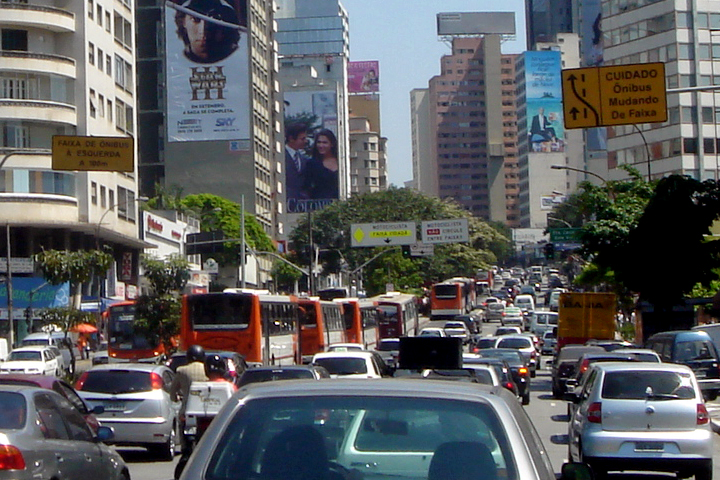
Tắc đường vẫn còn ở São Paulo, Brazil, mặc dù có các ngày không lái xe dựa trên số biển số.

Vận tải là một nguồn sử dụng năng lượng lớn và đốt cháy hầu hết dầu mỏ trên thế giới. Điều này gây ra ô nhiễm không khí, bao gồm các oxit nitơ và hạt siêu mịn, và là nguyên nhân góp phần đáng kể vào hiện tượng thiên tai toàn cầu thông qua việc phát thải khí carbon dioxide, đối với vận tải, đây là ngành phát thải nhanh nhất đang tăng. Theo phân loại con đường, giao thông đường bộ là nguồn phát thải khí nhà kính lớn nhất trên toàn cầu.
Các vấn đề về môi trường của vận tải bao gồm:
- Ô nhiễm không khí: Xe cộ, tàu thủy, máy bay và các phương tiện khác phát thải các chất gây ô nhiễm như khí nhà kính, các oxit nitơ và các hợp chất hữu cơ bay hơi. Ô nhiễm không khí có thể gây ra các vấn đề sức khỏe nghiêm trọng cho con người và gây tổn hại cho môi trường.
- Ô nhiễm tiếng ồn: Vận tải gây ra tiếng ồn đáng kể từ xe cộ, máy bay, tàu thủy và các công cụ khác. Tiếng ồn gây phiền hà và ảnh hưởng đến chất lượng cuộc sống của con người. Nó cũng có thể gây ra tác động tiêu cực đến động vật, đặc biệt là các loài sống trong môi trường nước.
- Tiêu thụ năng lượng và tài nguyên: Vận tải tiêu thụ một lượng lớn năng lượng và tài nguyên, đặc biệt là trong trường hợp vận tải đường bộ. Việc sử dụng nhiên liệu hóa thạch gây ra sự cạn kiệt tài nguyên và tác động đến môi trường.
- Biến đổi khí hậu: Vận tải là một nguồn lớn phát thải khí nhà kính, đóng góp vào biến đổi khí hậu toàn cầu. Sự gia tăng về lượng xe cộ và sự tăng trưởng của ngành hàng không làm tăng lượng khí thải nhà kính từ vận tải.

Để giảm tác động môi trường của vận tải, các biện pháp như khuyến khích sử dụng phương tiện công cộng, khuyến khích sử dụng phương tiện không gây ô nhiễm như xe điện, và thúc đẩy phát triển và sử dụng các công nghệ sạch và tiết kiệm năng lượng đã được đưa ra. Các chính phủ và tổ chức quốc tế cũng đã áp dụng các quy định và chuẩn môi trường để giảm tác động của vận tải đến môi trường.

### Phát triển bền vững
Liên Hiệp Quốc lần đầu tiên chính thức công nhận vai trò của vận tải trong việc thực hiện phát triển bền vững tại Hội nghị Trái đất Liên Hiệp Quốc 1992. Tại Hội nghị Thế giới Liên Hiệp Quốc năm 2012, các nhà lãnh đạo toàn cầu đã một lòng công nhận rằng vận tải và di chuyển đóng vai trò trung tâm trong việc đạt được các mục tiêu bền vững. Trong những năm gần đây, dữ liệu đã được thu thập để chứng minh rằng ngành vận tải đóng góp một phần tư của tổng lượng khí thải nhà kính toàn cầu, và do đó, vận tải bền vững đã được đưa vào tầm nhìn chung của một số Mục tiêu Phát triển Bền vững năm 2030, đặc biệt là các mục tiêu liên quan đến an ninh lương thực, sức khỏe, năng lượng, tăng trưởng kinh tế, cơ sở hạ tầng, và thành phố và định cư nhân loại. Đáp ứng các mục tiêu vận tải bền vững được cho là đặc biệt quan trọng để đạt được Hiệp định Paris.
Có nhiều Mục tiêu Phát triển Bền vững (SDGs) đang thúc đẩy vận tải bền vững để đáp ứng các mục tiêu đã được định nghĩa. Các mục tiêu này bao gồm SDG 3 về sức khỏe (tăng cường an toàn giao thông đường bộ), SDG 7 về năng lượng, SDG 8 về công việc tốt và tăng trưởng kinh tế, SDG 9 về cơ sở hạ tầng chống chịu, SDG 11 về thành phố bền vững (tiếp cận vận tải và mở rộng giao thông công cộng), SDG 12 về tiêu dùng và sản xuất bền vững (chấm dứt trợ cấp nhiên liệu hóa thạch), và SDG 14 về đại dương, biển và tài nguyên biển.

## Sách tham khảo
- Bardi, Edward; John Coyle & Robert Novack (2006). Management of Transportation. Thomson South-Western. ISBN 0-324-31443-4.
- Chopra, Sunil & Peter Meindl (2007). Supply Chain Management. Pearson. ISBN 0-13-208608-5.
- Christopher P. Cooper; Rebecca Shepherd (1998). Tourism: Principles and Practice. Financial Times Prent.Int. ISBN 978-0-582-31273-9. Truy cập ngày 22 tháng 12 năm 2012.
- Lay, Maxwell G (1992). Ways of the World: A History of the World's Roads and of the Vehicles that Used Them. Rutgers University Press. ISBN 0-8135-2691-4.
- Stopford, Martin (1997). Maritime Economics. London: Routledge. ISBN 0-415-15310-7.